# Peguero Jean Philippe
Peguero Jean Philippe (født 29. september 1981) er haitiansk fodboldspiller. Meget boldsikker angriber, som var godt på vej til det helt store gennembrud i Brøndby IF. I hans 4 kamp scorede han sit andet mål for klubben, men blev samtidig alvorligt skadet.

Kaldes også "Pedro Popozao" af diverse Brøndbyfans.
Tidligere klubber: Don Bosco, Colorodo Rapids, Red Bull New York
Han har været udlejet til den amerikanske klub San Jose Earthquakes, men fortsatte knæproblemer har medført at han i november 2008 er blevet erklæret for fodboldinvalid.